# Digiuno (intestino)
Il digiuno (lat. jejunum) è la sezione centrale dell'intestino tenue, preceduto dal duodeno e seguito dall'ileo nella maggior parte dei vertebrati superiori, inclusi i mammiferi, i rettili e gli uccelli. Nei pesci, la divisione dell'intestino tenue non è così definita e al posto di digiuno si adotta il termine intestino medio.
Il digiuno si trova nel quadrante addominale superiore sinistro, medialmente all'ala iliaca. Il confine tra duodeno e digiuno è generalmente definito dalla flessura duodeno-digiunale ed è attaccato al ventricolo (vedi stomaco) dal legamento di Treitz. La divisione tra il digiuno e l'ileo non è anatomicamente distinta.
Negli uomini adulti l'intestino tenue è lungo tra i 5,5 ed i 6 metri, dei quali 2,5 sono costituiti dal digiuno.

## Struttura
La superficie interna del digiuno, la sua membrana mucosa, è ricoperta di estroflessioni chiamate villi intestinali, che aumentano l'area superficiale disponibile per l'assorbimento di sostanze nutritive contenute nell'intestino. Le cellule epiteliali che formano i villi a loro volta presentano ulteriori microvilli. Il trasporto di sostanze nutritive attraverso l'epitelio di digiuno ed ileo comprende il trasporto passivo di fruttosio ed il trasporto attivo di amminoacidi, piccoli peptidi, vitamine e gran parte del glucosio. I villi intestinali del digiuno sono più lunghi che nel duodeno o nell'ileo.
Il pH del digiuno è generalmente compreso tra 7 e 9 (neutro o lievemente alcalino).
Il digiuno e l'ileo sono sospesi dal mesentere che ha la funzione di conferire all'intestino mobilità nell'addome.
Il digiuno presenta numerose valvole conniventi, che diminuiscono progressivamente fino a scomparire nelle ultime anse ileali. Contiene anche muscoli lisci circolari e longitudinali che aiutano a spostare il cibo, mediante un processo noto come peristalsi.

### Istologia
Il digiuno contiene poche ghiandole di Brunner (trovate nel duodeno) e placche di Peyer (trovate nell'ileo). Tuttavia, sono presenti alcuni linfonodi ghiandolari sospesi nel suo mesentere. Il digiuno è dotato di grandi pieghe circolari nella sottomucosa che aumentano la superficie per l'assorbimento dei nutrienti.

### Differenze tra digiuno ed ileo
Non c'è una linea di demarcazione netta tra digiuno ed ileo. Esistono tuttavia delle differenze tra i due.
- L'ileo ha più grasso nel mesentere del digiuno.
- Nel digiuno sono abbondanti strutture come i villi e le valvole di Kerckring, che nell'ileo sono quasi del tutto assenti.
- Dopo somministrazione di pasto baritato (mezzo di contrasto somministrato prima dell’esame radiologico, da bere in forma liquida contenente solfato di bario), il digiuno presenta un caratteristico aspetto "a piumino", dovuto alla presenza di dette strutture; l'ileo, che invece ha una parete più uniforme, assume un aspetto definito "a nastro".
- L'ileo ha un colore più chiaro, e tende ad avere un diametro minore.
- Sebbene tutto il tratto gastrointestinale contenga tessuto linfoide, solo l'ileo presenta abbondanti placche di Peyer, noduli linfatici non incapsulati che contengono un ampio numero di linfociti ed altre cellule del sistema immunitario.

## Funzione
Il rivestimento del digiuno è specializzato nell'assorbimento, da parte degli enterociti, delle particelle nutritive precedentemente digerite dagli enzimi nel duodeno. Una volta assorbiti, i nutrienti (ad eccezione del grasso, che passa alla linfa) passano dagli enterociti nella circolazione enteroepatica e penetrano nel fegato attraverso la vena porta epatica.

## Etimologia
Il suo nome è dovuto al fatto che a causa del rapido passaggio del cibo al suo interno, risulta spesso vuota da ingesti, in seguito alla morte: la peristalsi è infatti molto più veloce che nell'ileo.

## Galleria d'immagini

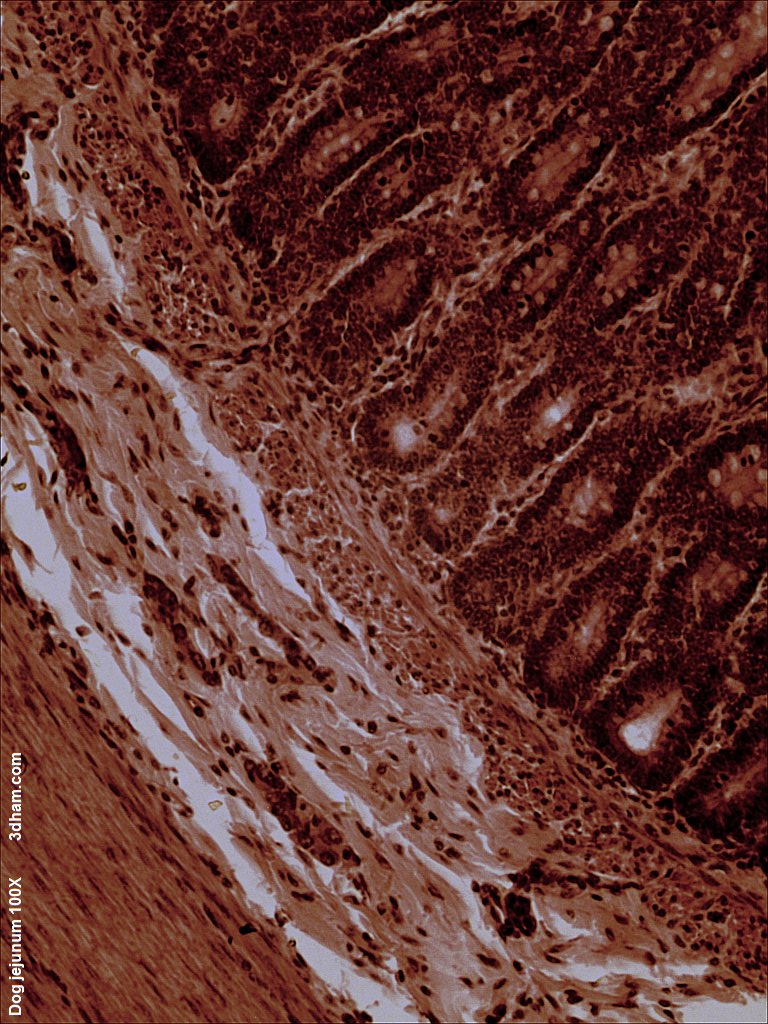
Digiuno di cane, ingrandimento 100X
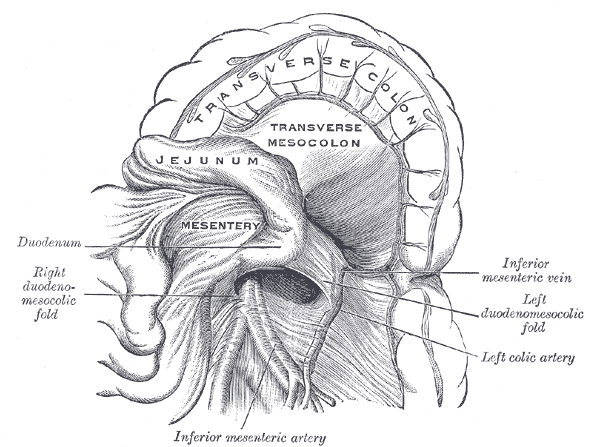
Il muscolo di Treitz avvolto dal peritoneo
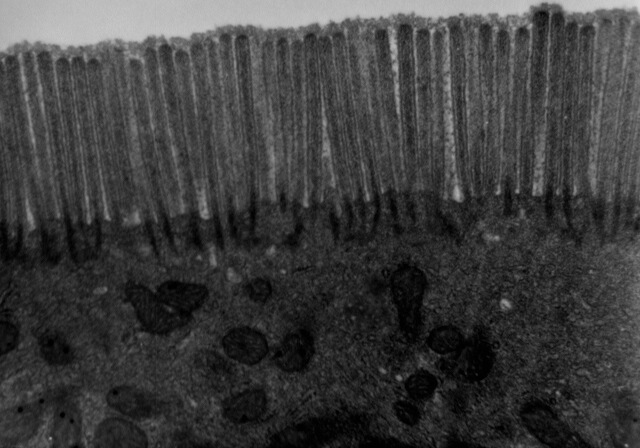
Immagine TEM del digiuno umano
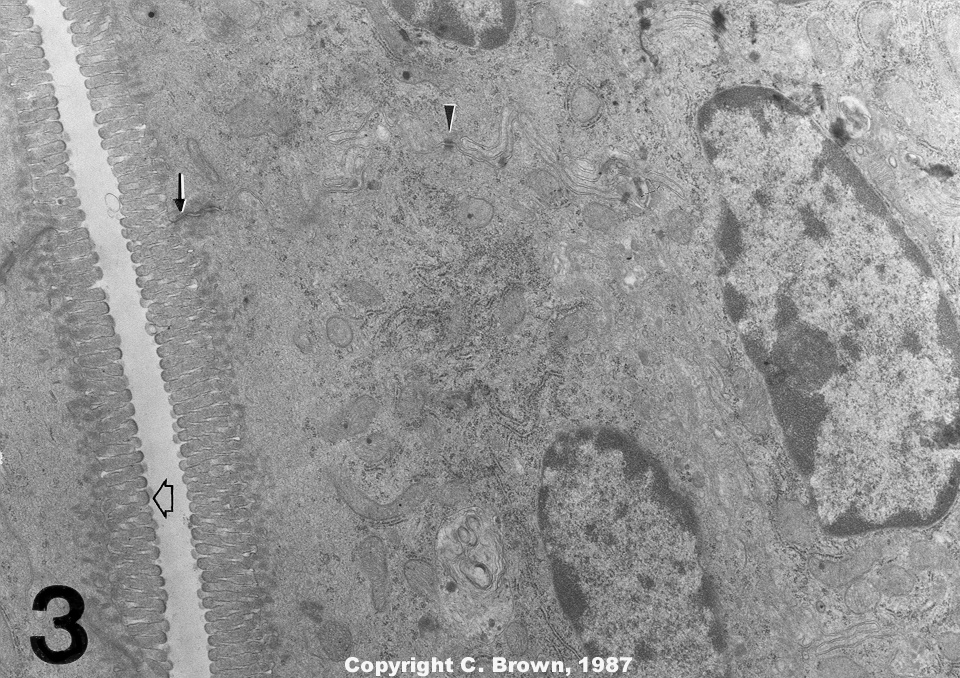
Immagine TEM del digiuno di topo (x14000)
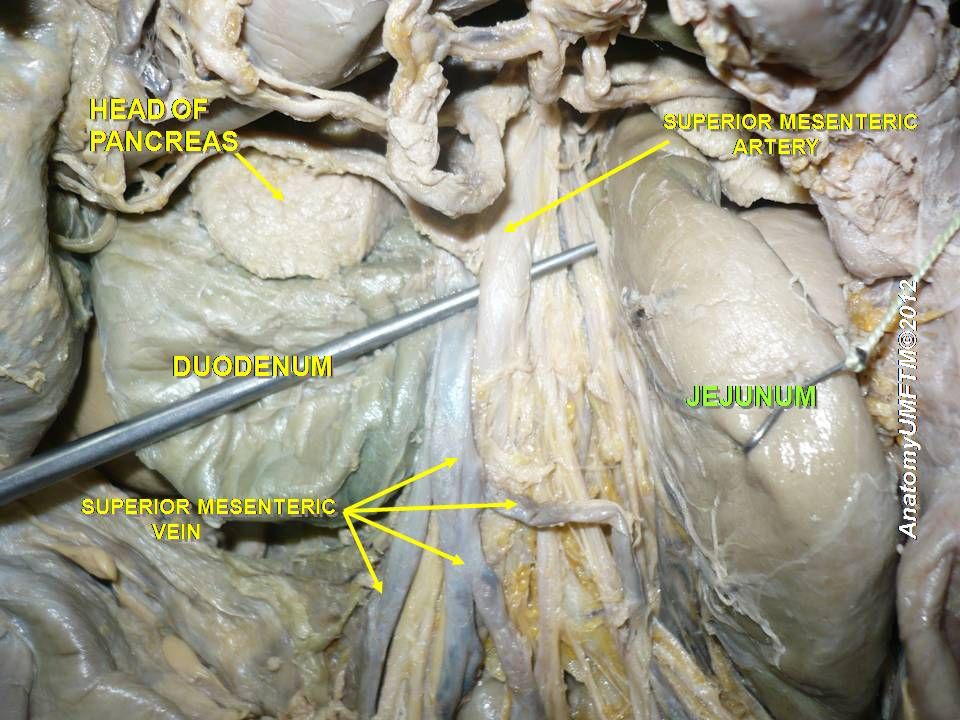
Digiuno
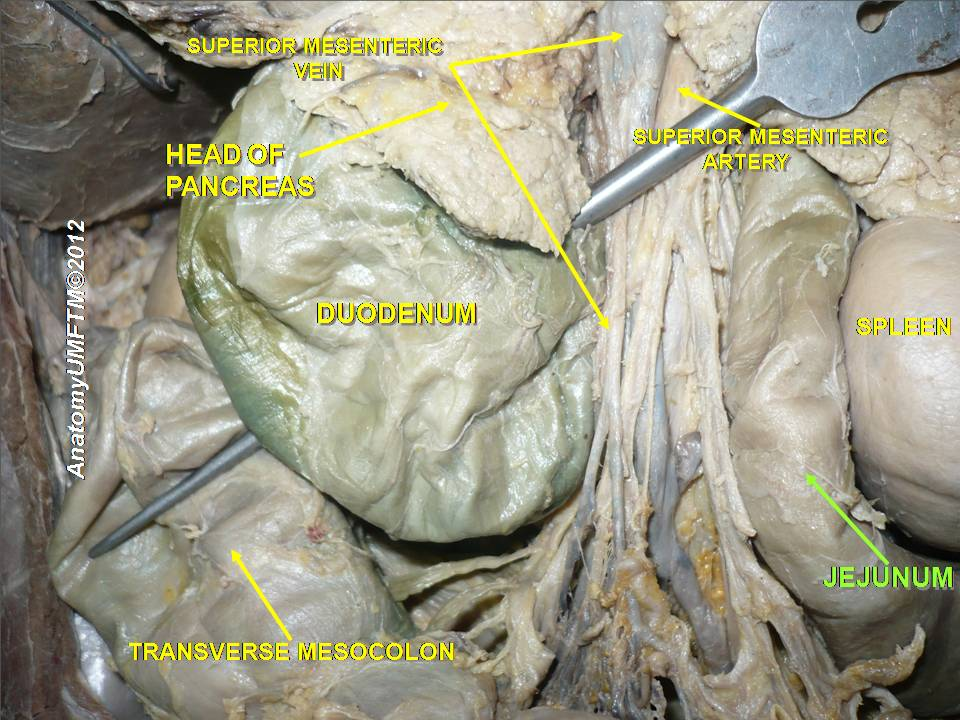
Digiuno